# Фузайл Максум
Фуза́йл Максу́м (тадж. Фузайл Маҳсум, перс. فضیل مخصوم‎) — таджикский полевой командир в чине курбаши, воевавший на стороне басмачей Энвер-паши в Восточной Бухаре. В основном боролся за независимость Восточной Бухары. Занимался басмачеством более 9 лет. Фузайл Максум был против правления эмира Сеида Алим-хана.

## Биография
Есть версия, что Фузайл Максум родился в Дарвазе, по другим сведениям в Гиждуване. Он был губернатором Бухарского эмирата в Каратегине и Дарвазе.

## Басмачество
После вторжения красных в Бухарский эмират, в 1920—1921 годах Фузайл собирает в свою личную армию около 3000 моджахедов. После подчинения наиболее известному лидеру басмачей, Ибрагим-беку он присоединяется к армии Энвера-паши с Давлатмандбеком, которые вели бои в Восточной Бухаре при поддержке эмира Алим-хана, в одно время с ним к армии Энвер-паши присоединился Хабибулла Калакани. Как и Энвер-Паша, Фузайл имел не очень хорошие отношения с Ибрагим-беком и спорил с ним по некоторым вопросам. Фузайл также помогал Шермухаммадбеку и воевал вместе с ним. Максум участвовал в Мятеже Энвер-паши и сражался с красными в Душанбе и Гиссаре вместе с Пашой с 1921 по 1922 год. А когда Энвер умер, Фузайл Максум какое-то время служил Xaджи-саами, но он не смог противостоять натиску большевиков и уехал в Афганистан в конце 1923 г. и начале 1924 г. Фузайл Максум неоднократно пересекал советскую границу и входил в Дарваз и Каратегин. Он продолжал поднимать восстания, в 1929 году ему удалость захватить Каратегин и Дарваз. Взятие Каратегина и Дарваза в 1929 году вызвало панику у большевиков. Однако, потерпев поражение во всех последующих боях, Фузайл Максум бежал в Кашгар.

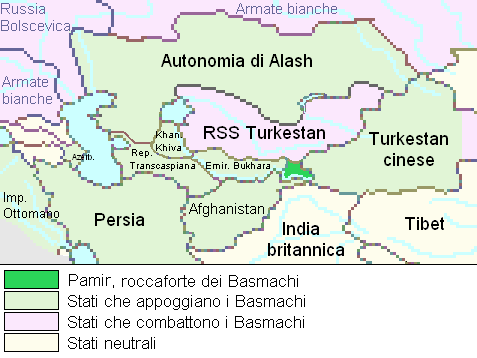
Средней Азия в 1920 г.

## Смерть
После окончательного взятия большевиками Каратегина и Дарваза, Фузайл Максум бежал в ИРВТ. В середине 1930-х годов его казнили советские шпионы в Кашгаре.

## Галерея

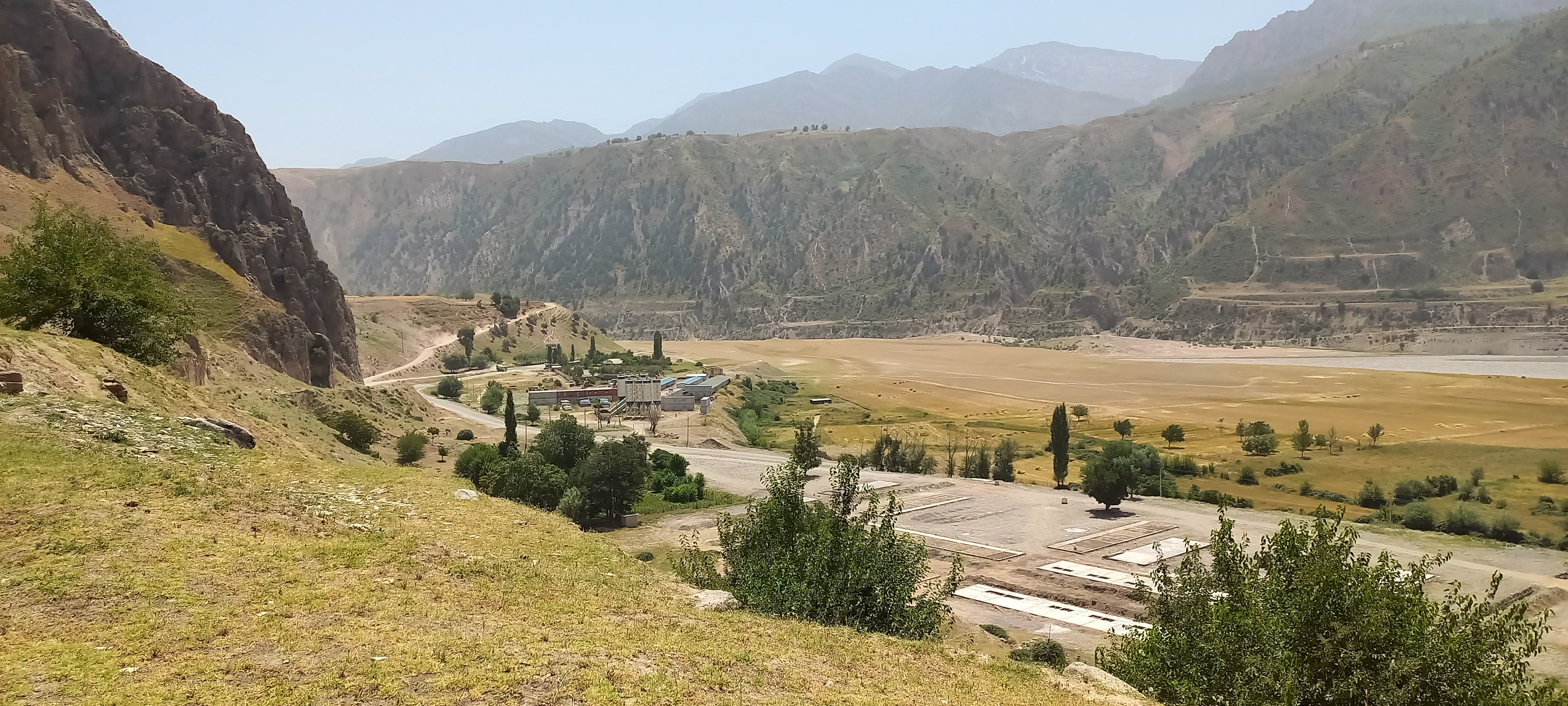
Каратегин, Таджикистан
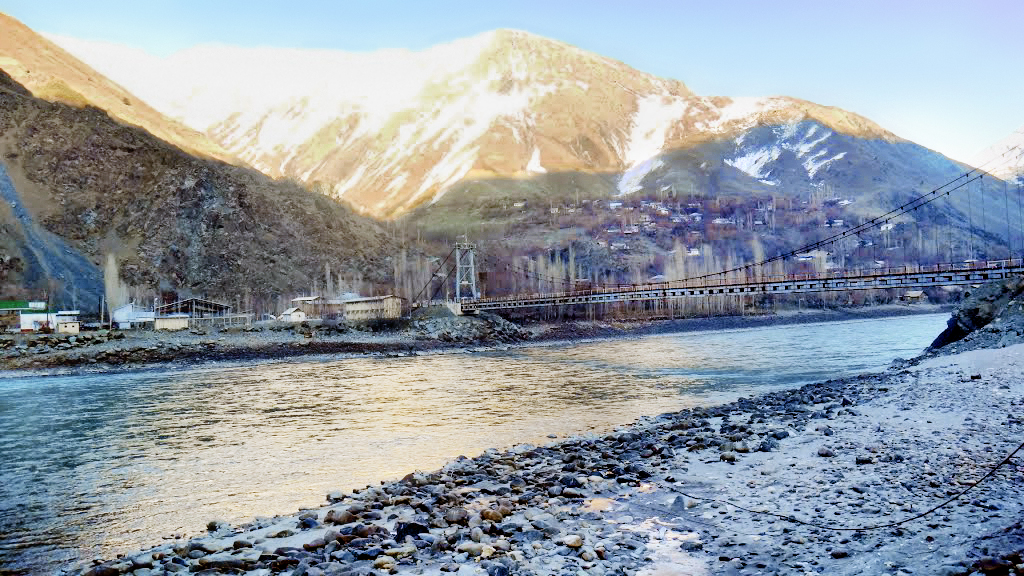
Дарваз, Таджикистан